# Coupe de France masculine de water-polo

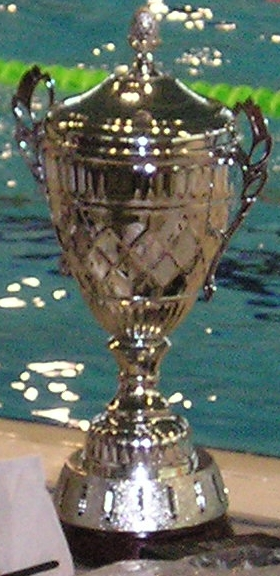
Le trophée de la coupe de France de water-polo.

La coupe de France de water-polo(Renommée depuis 2022 Trophées Pierre Garsaux) est une compétition annuelle française de water-polo, créée en 1988 et qui a connu une lacune au milieu des années 2000. Depuis la saison 2008-2009, elle introduit la saison du championnat de France de water-polo masculin.

## Déroulement
Jusqu'en 2008, la coupe de France se jouait au printemps juste après la saison. La dernière ainsi jouée a lieu en juin 2008. Ensuite, dès septembre 2008, elle se joue en ouverture de la saison et avec les clubs de la saison précédente.
Lors des éditions  de septembre 2008 et de 2009, y participent les clubs du championnat élite et les deux meilleurs clubs de la division nationale 1. En un week-end dans la ville du tenant du titre, ils s'affrontent en match à élimination directe, avec entrée en lice des quatre premiers du championnat élite pour les quarts de finale ; des matchs de classement occupant les éliminés.
En 2010, les clubs de national 1 sont invités à participer à un tour préliminaire dont les deux premières places sont qualificatives pour la coupe de France.

## Palmarès

### Coupe de France
- 1988 : Enfants de Neptune de Tourcoing[4]
- 1989 : Racing Club de France[4]
- 1990 : Cacel Nice[4]
- 1991 : Cercle des nageurs de Marseille[5]
- 1992 : Cacel Nice[4]
- 1993 : Cacel Nice[4]
- 1994 : Cacel Nice[4]
- 1995 : Cacel Nice[4]
- 1996 : Cercle des nageurs de Marseille[5]
- 1997 : Cercle des nageurs de Marseille[5]
- 1998 : Cercle des nageurs de Marseille[5]
- 1999 : Cercle des nageurs de Marseille
- 2000 : Olympic Nice natation[4]
- 2001 : Olympic Nice natation[4]
- 2002 : Olympic Nice natation[4]
- 2003[6] : Olympic Nice natation
- 2004 à 2006 : non organisée.
- 2007 : Cercle des nageurs de Marseille[5]
- 2008 (juin) : Montpellier Water-Polo[7]
- 2008 (septembre) : Montpellier Water-Polo[7]
- 2009 : Cercle des nageurs de Marseille[8]
- 2010 : Cercle des nageurs de Marseille
- 2011 : Cercle des nageurs de Marseille
- 2012 : Cercle des nageurs de Marseille
- 2013 : Cercle des nageurs de Marseille

### Trophée Pierre Garsau
- 2022 : Cercle des nageurs de Marseille
- 2023 : Cercle des nageurs de Marseille
- 2024 : Cercle des nageurs de Marseille
- 2025 : Cercle des nageurs de Marseille